# Pedras que Cantam
Pedras que Cantam é um álbum de estúdio gravado pelo cantor, compositor e instrumentista cearense Raimundo Fagner e lançado em 1991. Ganhou o disco de ouro no Brasil.

## Faixas
1. "Somos Todos Índios"
2. "Borbulhas de Amor (Tenho um Coração) (Burbujas de Amor)"
3. "Tudo Está Contigo"
4. "Me Diz"
5. "Outra Estória"
6. "No Ceará é Assim"
7. "Rio Deserto" (participação Roupa Nova)
8. "Cariribe"
9. "Pedras Que Cantam"
10. "Riacho do Navio - Forró no Escuro"
11. "Cabecinha no Ombro" (participação Roberta Miranda)
12. "Meu Primeiro Amor (Lejania)" (participação Joanna)
13. "Saudade"
14. "Cavaleiro Solitário"
15. "Foi Deus"
16. "Menos a Mim"
17. "Versos de Bolero"

## Músicas em Novela
- "Pedras que Cantam" e "Cabecinha no Ombro" foram temas de Pedra sobre Pedra (1992)
- "Somos Todos Índios" foi tema de Amazônia exibida pela extinta Rede Manchete. (1991 - 1992)

## Tabelas
| Parada musical (1991) | Posição |
| --------------------- | ------- |
| Brasil (Nopem)        | 1       |

| Parada musical (1992) | Posição |
| --------------------- | ------- |
| Brasil (Nopem)        | 8       |